# Elektronspinresonans
 For alternative betydninger, se ESR.
Elektronspinresonans (ESR) spektroskopi eller elektron paramagnetisk resonans  (EPR) spektroskopi er en spektroskopisk metode til at identificere uparrede elektroner. Disse forekommer i frie radikaler eller nogle overgangsmetaller. Dette udnyttes i mange områder rækkende fra faststoffysik til biologi.
ESR baserer sig på at elektroner besidder Spin, benævnes normalt +1/2 eller -1/2 (eller α og β). I fravær af et ydre magnetfelt er der ikke energetisk forskel på disse. Men hvis der pålægges et ydre magnetfelt vil der være en forskel der er givet {\displaystyle \Delta E=h\nu =g_{e}\mu _{b}B}, hvor B er styrken af magnetfeltet, {\displaystyle \mu _{b}} er Bohr magnetonen og {\displaystyle g_{e}} er den såkaldte g-faktor, der er en af de centrale parametre i ESR-spektroskopi. 
I et ESR-eksperiment induceres overgangen fra den nedre til øvre energiniveau ved hjælp af mikrobølger (normalt ca 9.5 GHz). Et eksperiment udføres ved at anbringe en prøve i et magnetfelt og variere styrken af dette indtil splitningen passer med frekvensen af mikrobølgerne.

## Ekstern henvisning
- Bruker Biospin Arkiveret 14. marts 2007 hos  Wayback Machine
- EPR Research Group at ETH Zürich Arkiveret 7. april 2007 hos  Wayback Machine